# Dyskografia Godsmacka
Dyskografia Godsmacka, amerykańskiego zespołu hardrockowego, składa się z ośmiu albumów studyjnych, dwóch kompilacji, jednego minialbumu, jednego albumu koncertowego, trzech albumów wideo, trzydziestu pięciu singli i dwudziestu trzech teledysków.
Zespół powstał w 1995 roku w Lawrence w stanie Massachusetts. Od samego początku nieprzerwanie w jego składzie znajdują się Sully Erna (wokal prowadzący, gitara rytmiczna) i Robbie Merrill (gitara basowa, wokal wspierający). Już trzy lata po założeniu grupa zyskała stabilny, klasyczny skład, który przetrwał z jedną tylko zmianą do 2024 roku: Sully Erna, Robbie Merrill, Tony Rombola (gitara prowadząca, wokal wspierający) i Tommy Stewart (perkusja), którego w 2002 roku zastąpił Shannon Larkin. Przed 1998 rokiem w zespole krótkotrwale grali gitarzysta Lee Richards (w latach 1995–1996) i perkusista Joe D’Arco (w latach 1997–1998; zastąpił grającego w zespole od początku Tommy’ego Stewarta, który następnie po roku do niego wrócił). 2 kwietnia 2025 roku Tony Rombola i Shannon Larkin oficjalnie ogłosili, że od poprzedniego roku nie są już członkami Godsmacka.
Godsmack ma na koncie ponad 10 milionów sprzedanych albumów w Stanach Zjednoczonych i dodatkowe 2 miliony na całym świecie, w tym ponad 2 miliony sprzedanych singli na całym świecie. Jest laureatem licznych nagród, ponadto czterokrotnie otrzymywał nominację do nagrody Grammy.

## Albumy

### Albumy studyjne
| 1997                           | All Wound Up - Data: 15 lutego 1997 - Wydawca: E.K. Records Company - Format: CD                                         | —  | —  | —  | —  | —   | —   | —   | —  | —   | —  |                                                  |
| 1998                           | Godsmack - Data: 25 sierpnia 1998 - Wydawca: Universal Records, Republic Records - Format: CD, CC, LP                    | 22 | —  | —  | —  | —   | —   | —   | —  | —   | —  | - USA: 5x platynowa płyta - CAN: złota płyta     |
| 2000                           | Awake - Data: 31 października 2000 - Wydawca: Universal Records, Republic Records - Format: CD, CC, LP, digital download | 5  | 9  | 26 | 59 | —   | —   | —   | —  | —   | 38 | - USA: 2x platynowa płyta - CAN: platynowa płyta |
| 2003                           | Faceless - Data: 8 kwietnia 2003 - Wydawca: Universal Records, Republic Records - Format: CD, CC, LP, digital download   | 1  | 9  | —  | 70 | —   | —   | 98  | —  | 154 | 36 | - USA: platynowa płyta - CAN: złota płyta        |
| 2006                           | IV - Data: 25 kwietnia 2006 - Wydawca: Universal Records, Republic Records - Format: CD, CC, LP, digital download        | 1  | 4  | 65 | 56 | 100 | —   | —   | —  | —   | —  | - USA: złota płyta                               |
| 2010                           | The Oracle - Data: 4 maja 2010 - Wydawca: Universal Records, Republic Records - Format: CD, LP, digital download         | 1  | 2  | —  | 72 | —   | —   | —   | 11 | —   | —  | - USA: złota płyta                               |
| 2014                           | 1000hp - Data: 5 sierpnia 2014 - Wydawca: Republic Records, Spinefarm Records - Format: CD, LP, digital download         | 3  | 2  | 62 | 66 | 94  | 199 | —   | —  | —   | —  |                                                  |
| 2018                           | When Legends Rise - Data: 27 kwietnia 2018 - Wydawca: BMG, Spinefarm Records - Format: CD, LP, digital download          | 8  | 6  | 12 | 21 | 28  | 122 | 153 | —  | —   | —  |                                                  |
| 2023                           | Lighting Up the Sky - Data: 24 lutego 2023 - Wydawca: BMG - Format: CD, LP, digital download                             | 19 | 22 | 5  | 10 | 17  | 144 | —   | —  | —   | —  |                                                  |
| „—” pozycja nie była notowana. | |    |    |    |    |     |     |     |    |     |    |                                                  |

### Minialbumy
| Rok  | Tytuł | Pozycja na liście | Certyfikat         |
| Rok  | Tytuł | USA               | Certyfikat         |
| ---- | --- | ----------------- | ------------------ |
| 2007 | The Other Side - Data: 16 marca 2004 - Wydawca: Universal Records, Republic Records - Format: CD, SACD, CC | 5                 | - USA: złota płyta |

### Kompilacje
| 2007                           | Good Times, Bad Times... Ten Years of Godsmack - Data: 4 grudnia 2007 - Wydawca: Universal Republic Records - Format: CD, DVD, digital download | 35 |
| 2024                           | Godsmack Power Hour - Data: 27 grudnia 2024 - Wydawca: Universal Music - Format: digital download                                               | —  |
| „—” pozycja nie była notowana. | |    |

### Albumy koncertowe
| Rok  | Tytuł                                                                                   | Pozycja na liście | Pozycja na liście | Pozycja na liście |
| Rok  | Tytuł                                                                                   | USA               | CAN               | BEL               |
| ---- | --------------------------------------------------------------------------------------- | ----------------- | ----------------- | ----------------- |
| 2012 | Live & Inspired - Data: 15 maja 2012 - Wydawca: Universal Republic Records - Format: CD | 19                | 23                | 195               |

### Albumy wideo
| Rok  | Tytuł                                                                                            | Certyfikat                                |
| ---- | ------------------------------------------------------------------------------------------------ | ----------------------------------------- |
| 2001 | Godsmack Live - Data: 19 lipca 2001 - Wydawca: Universal Records, Republic Records - Format: DVD | - USA: złota płyta                        |
| 2002 | Smack This! - Data: 9 kwietnia 2002 - Wydawca: Republic Records - Format: DVD                    |                                           |
| 2004 | Changes - Data: 14 września 2004 - Wydawca: Universal Records, Republic Records - Format: DVD    | - CAN: platynowa płyta - USA: złota płyta |

## Single
| 1998                           | „Whatever”             | —  | —  | —  | —  |                                      | Godsmack                                       |
| 1999                           | „Keep Away”            | —  | —  | —  | —  |                                      | Godsmack                                       |
| 1999                           | „Voodoo”               | —  | —  | —  | —  | - USA: platynowa płyta               | Godsmack                                       |
| 2000                           | „Bad Religion”         | —  | —  | —  | —  |                                      | Godsmack                                       |
| 2000                           | „Awake”                | —  | —  | —  | —  |                                      | Awake                                          |
| 2001                           | „Bad Magick”           | —  | —  | —  | —  |                                      | Awake                                          |
| 2001                           | „Greed”                | —  | —  | —  | —  |                                      | Awake                                          |
| 2002                           | „I Stand Alone”        | —  | 90 | 96 | 70 | - NZ: złota płyta - USA: złota płyta | Faceless                                       |
| 2003                           | „Straight Out of Line” | 73 | —  | —  | —  |                                      | Faceless                                       |
| 2003                           | „Serenity”             | —  | —  | —  | —  |                                      | Faceless                                       |
| 2003                           | „Re-Align”             | —  | —  | —  | —  |                                      | Faceless                                       |
| 2004                           | „Running Blind”        | —  | —  | —  | —  |                                      | The Other Side                                 |
| 2004                           | „Touché”               | —  | —  | —  | —  |                                      | The Other Side                                 |
| 2006                           | „Speak”                | 85 | —  | —  | —  |                                      | IV                                             |
| 2006                           | „Shine Down”           | —  | —  | —  | —  |                                      | IV                                             |
| 2006                           | „The Enemy”            | —  | —  | —  | —  |                                      | IV                                             |
| 2007                           | „Good Times Bad Times” | —  | —  | —  | —  |                                      | Good Times, Bad Times... Ten Years of Godsmack |
| 2009                           | „Whiskey Hangover”     | —  | —  | —  | —  |                                      | The Oracle                                     |
| 2010                           | „Cryin’ Like a Bitch”  | 74 | —  | —  | —  | - USA: złota płyta                   | The Oracle                                     |
| 2010                           | „Love-Hate-Sex-Pain”   | —  | —  | —  | —  |                                      | The Oracle                                     |
| 2010                           | „Saints and Sinners”   | —  | —  | —  | —  |                                      | The Oracle                                     |
| 2012                           | „Rocky Mountain Way”   | —  | —  | —  | —  |                                      | Live & Inspired                                |
| 2012                           | „Come Together”        | —  | —  | —  | —  |                                      | Live & Inspired                                |
| 2014                           | „1000hp”               | —  | —  | —  | —  |                                      | 1000hp                                         |
| 2014                           | „Something Different”  | —  | —  | —  | —  |                                      | 1000hp                                         |
| 2015                           | „What’s Next”          | —  | —  | —  | —  |                                      | 1000hp                                         |
| 2015                           | „Inside Yourself”      | —  | —  | —  | —  |                                      | —                                              |
| 2018                           | „Bulletproof”          | —  | —  | —  | —  | - USA: platynowa płyta               | When Legends Rise                              |
| 2018                           | „When Legends Rise”    | —  | —  | —  | —  | - USA: złota płyta                   | When Legends Rise                              |
| 2019                           | „Under Your Scars”     | —  | —  | —  | —  | - USA: złota płyta                   | When Legends Rise                              |
| 2020                           | „Unforgettable”        | —  | —  | —  | —  |                                      | When Legends Rise                              |
| 2022                           | „Surrender”            | —  | —  | —  | —  |                                      | Lighting Up the Sky                            |
| 2022                           | „You and I”            | —  | —  | —  | —  |                                      | Lighting Up the Sky                            |
| 2023                           | „Soul on Fire”         | —  | —  | —  | —  |                                      | Lighting Up the Sky                            |
| 2024                           | „Truth”                | —  | —  | —  | —  |                                      | Lighting Up the Sky                            |
| „—” pozycja nie była notowana. |                        |    |    |    |    |                                      |                                                |

## Teledyski
| Rok  | Tytuł                  | Reżyseria                     | Źródło |
| ---- | ---------------------- | ----------------------------- | ------ |
| 1998 | „Whatever”             | Michael Alperowitz            | [ 74 ] |
| 1999 | „Keep Away”            | Peter Christopherson          | [ 75 ] |
| 1999 | „Voodoo”               | Dean Karr                     | [ 76 ] |
| 2000 | „Awake”                | Troy Smith                    | [ 77 ] |
| 2001 | „Greed”                | Sully Erna, Troy Smith        | [ 80 ] |
| 2001 | „Bad Magick”           | Ian Barrett, Troy Smith       | [ 78 ] |
| 2002 | „I Stand Alone”        | Colin Strause, Greg Strause   | [ 81 ] |
| 2003 | „Straight Out of Line” | Dean Karr                     | [ 82 ] |
| 2003 | „Serenity”             | Sully Erna                    | [ 83 ] |
| 2006 | „Speak”                | Wayne Isham                   | [ 84 ] |
| 2007 | „Good Times Bad Times” | Rocky Schenck                 | [ 85 ] |
| 2010 | „Cryin’ Like a Bitch”  | Paul Harb                     | [ 86 ] |
| 2012 | „Rocky Mountain Way”   | Daniel Catullo                | [ 87 ] |
| 2012 | „Come Together”        | Ian Barrett                   | [ 88 ] |
| 2014 | „1000hp”               | Troy Smith                    | [ 89 ] |
| 2015 | „Something Different”  | Paris Visone                  | [ 90 ] |
| 2018 | „Bulletproof”          | Troy Smith                    | [ 91 ] |
| 2019 | „When Legends Rise”    | Sully Erna, Paris Visone      | [ 92 ] |
| 2019 | „Under Your Scars”     | Paris Visone                  | [ 93 ] |
| 2020 | „Unforgettable”        | Noah Berlow                   | [ 94 ] |
| 2022 | „Surrender”            | Paris Visone                  | [ 95 ] |
| 2023 | „Soul on Fire”         | Sully Erna                    | [ 96 ] |
| 2024 | „Truth”                | Sully Erna, Francesca Ludikar | [ 97 ] |

## Utwory zespołu na kompilacjach
| Rok  | Tytuł utworu           | Tytuł kompilacji                                                 | Źródło  |
| ---- | ---------------------- | ---------------------------------------------------------------- | ------- |
| 1999 | „Keep Away”            | Woodstock ’99                                                    | [ 98 ]  |
| 2000 | „Why”                  | Any Given Sunday (Music from the Motion Picture)                 | [ 99 ]  |
| 2000 | „Sweet Leaf”           | Nativity in Black II: A Tribute to Black Sabbath                 | [ 100 ] |
| 2000 | „Goin’ Down”           | Music from and Inspired by Mission: Impossible 2                 | [ 101 ] |
| 2000 | „Time Bomb”            | Scream 3 The Album                                               | [ 102 ] |
| 2001 | „Awake”                | Tough Enough (Music from the Hit Series)                         | [ 103 ] |
| 2002 | „Bad Magick”           | Wired-up                                                         | [ 104 ] |
| 2002 | „I Stand Alone”        | The Scorpion King: Music from and Inspired by the Motion Picture | [ 105 ] |
| 2003 | „Straight Out of Line” | MTV2 Headbangers Ball                                            | [ 106 ] |
| 2003 | „Straight Out of Line” | Total Rock 3                                                     | [ 107 ] |
| 2003 | „Straight Out of Line” | Universal Smash Hits 2                                           | [ 108 ] |
| 2014 | „Turning to Stone”     | The Walking Dead: Songs of Survival Vol. 2                       | [ 109 ] |
| 2020 | „Vampires”             | Hardcore Halloween                                               | [ 110 ] |